# Václav Josef Rosenkranz
Václav Josef Rosenkranz (8. června 1797 Hořín – 3. prosince 1861 Praha) byl český obrozenecký skladatel.

## Život
Základní hudební vzdělání získal již v Hoříně u učitele Nechleby. Vystudoval učitelský ústav v Praze a byl učitelem v Kmetiněvsi, Mělníce, Vtelně a konečně se vrátil do rodné obce a působil zde 25 let, až do roku 1854. Komponoval od mládí. Napsal mnoho chrámových skladeb, ale největšího úspěchu dosáhl svými písněmi, které byly publikovány v českých časopisech, zejména ve Věnci, a z nichž mnohé zlidověly. Celkem zkomponoval na 200 skladeb. Po odchodu do důchodu hrál na varhany v několika pražských kostelech.

## Dílo

### Písně
- V Čechách tam já jsem zrozená
- Kde můj je kraj
- Sedněme si ke stolu
- Jsem já švarná dívka z mlejna
- Děva, zpěv a víno

### Ostatní
- Bivoj (kvapík pro klavír)
- Polky pro klavír
- Heslo (mužský čtverozpěv)
- Zastaveníčko (mužský čtverozpěv)